# 田曦薇
田曦薇（1997年10月14日—），中國大陸女演员。2017年因参演《在悠长的时光里等你》后进入演艺圈发展，2019年因参演《我的真朋友》“喜善”一角而受到关注。2022年，於網路劇《卿卿日常》中飾演李薇。

## 演藝經歷
- 2018年7月13日，由田曦薇領銜主演的熱血校園青春勵志劇《在悠長的時光里等你》在愛奇藝播出，在劇飾演女主角駱熙，這也是她的首部影視劇作品。
- 2019年5月19日，與Angelababy、鄧倫聯袂主演的都市情感劇《我的真朋友》在東方衛視和浙江衛視播出，她在劇中飾演房地產新人喜善，與同事傅曉寧的地下戀情甜蜜有愛。
- 2020年，參加重慶春節晚會，與張弛合唱《牛奶麵包》；7月1日，參演的古裝言情劇《錦繡南歌》在騰訊視頻播出，田曦薇在劇中飾演了溫婉大方的世家之女陸婉，而這也是她首次出演古裝劇；7月31日，領銜主演的校園青春勵志劇《如此可愛的我們》在愛奇藝播出，在劇中她飾演的是鄰家女孩黃橙子。
- 2021年2月8日，領銜主演的古裝玄幻劇《我的寵物少將軍》播出，田曦薇在劇中飾演寵物店的老闆娘蘇小荷；7月12日，主演的都市言情劇《我的鄰居長不大》在優酷上線，田曦薇在劇中所飾演的李甜是個傲嬌小公主；9月21日，參加B站中秋特別節目《花好月圓會》。
- 2022年2月28日，領銜主演的古裝甜寵劇《姻緣大人請留步》在優酷獨播，在劇中飾演以說媒為營生的小紅娘上官雅；7月18日，參演的情感劇《張衛國的夏天》在湖南衛視播出，在劇中飾演名不見經傳的小演員尤倩；11月10日，領銜主演的古裝輕喜愛情劇《卿卿日常》播出，在劇中飾演李薇；11月，入圍首輪“95後四小花”推薦藝人；11月30日，參加的綜藝節目《紅毯背後》在嗶哩嘩哩上線；12月12日，領銜主演的青春愛情輕喜劇《初次愛你》播出，田曦薇在劇中飾演盧晚晚 。
- 2023年，參加《2023愛奇藝尖叫之夜》；3月4日，參加湖南衛視、芒果TV綜藝《你好，星期六》；4月18日，參加的真人秀《女子推理社》；8月28日，領銜主演的古裝劇《花轎喜事》播出，在劇中飾演活潑俏皮的李玉湖；10月14日，與曾舜晞合作領銜主演的種田流撒歡搞錢劇《田耕紀》播出，並在劇中飾演連蔓兒 ；12月，獲得2023騰訊視頻星光大賞年度飛躍藝人榮譽 ；12月31日，參加《夢圓東方·2024東方衛視跨年盛典》，與丞磊演唱歌曲《甜甜的》。
- 2024年1月2日，領銜主演的古裝劇《子夜歸》開機，在劇中飾演風流直率的縣主武禎；4月30日，愛情電影《哈爾的移動城堡》在中國內地上映，其在片中為女主角“蘇菲”配音，這也是她為動漫角色配音的首秀；6月11日，領銜主演的電視劇《低智商犯罪》開機；6月24日，參加的節目《2024騰訊視頻鵝劇派對》在騰訊視頻播出；7月26日，為節目《忙忙碌碌尋寶藏》演唱的同名主題曲《忙忙碌碌尋寶藏》上線；7月28日，參加的芒果TV鄉村創意實景尋寶真人秀《忙忙碌碌尋寶藏》播出；9月15日，參與配音的電影《哈爾的移動城堡》上線 ；9月19日，與辛雲來、張哲華領銜主演反烏托邦情感寓言《半熟男女》，在劇中飾演何知南；10月18日，參加《和平精英刺激之夜》；11月12日，參加的綜藝節目《女子推理社第二季》播出；12月15日，領銜主演的古裝劇《遂玉》開機；12月28日，領銜主演的電視劇《大奉打更人》播出。
- 2025年1月18日，參加節目《你好，星期六》20250118期，1月19日，參加的節目《推市營業中·大奉打更人專場》上線 。7月19日，參加的節目《你好，星期六》播出。8月7日，領銜主演的校園青春劇《天才少女》開機，8月18日，領銜主演的古裝劇《子夜歸》播出，在劇中飾演風流直率的縣主武禎。8月19日，參演綜藝節目《姐姐妹妹抓娃娃》播出。

## 影視作品

### 電視劇／網絡劇
| 首播年份 | 剧名               | 角色      | 備註               |
| 2018     | 在悠长的时光里等你 | 骆熙      | 网络剧             |
| 2019     | 我的真朋友         | 喜善      | [ 5 ]              |
| 2020     | 锦绣南歌           | 陆婉      | [ 6 ]              |
| 2020     | 如此可爱的我们     | 黄橙子    | 网络剧             |
| 2021     | 我的宠物少将军     | 苏小荷    | 网络剧             |
| 2021     | 我的邻居长不大     | 李甜      | 网络剧             |
| 2022     | 姻缘大人请留步     | 上官雅    | 网络剧             |
| 2022     | 张卫国的夏天       | 尤倩      | 客串               |
| 2022     | 卿卿日常           | 李薇      | 网络剧             |
| 2022     | 初次爱你           | 卢晚晚    | 网络剧             |
| 2023     | 花轿喜事           | 李玉湖    | 网络剧             |
| 2023     | 田耕纪             | 连蔓儿    | 网络剧             |
| 2024     | 半熟男女           | 何知南    | 网络剧             |
| 2024     | 大奉打更人         | 臨安/柯柯 | 网络剧             |
| 2025     | 子夜归             | 武禎      | 网络剧             |
| 待播     | 低智商犯罪         | 李茜      | 网络剧；2024年拍攝 |
| 待播     | 逐玉               | 樊長玉    | 网络剧；2024年拍攝 |
| 待播     | 天才女友           | 林知夏    | 网络剧；2025年拍攝 |
| 待播     | 嫁金釵             | 魏嬈      | 网络剧             |

### 電影
| 首播年份 | 上映日期 | 剧名             | 角色 | 備註           |
| 2019     | 4月11日  | 告別我的悠長過往 | 駱熙 |                |
| 2024     | 9月15日  | 哈爾的移動城堡   | 蘇菲 | 配音；動畫電影 |

### 綜藝節目
| 播出年份 | 播出日期 | 節目名稱                      | 備註     |
| 2022     | 11月30日 | 紅毯背后                      |          |
| 2023     | 3月4日   | 你好，星期六                  |          |
| 2023     | 3月11日  | 你好，星期六                  |          |
| 2023     | 4月18日  | 女子推理社                    | 固定成員 |
| 2023     | 12月31日 | 夢圓東方·2024東方衛視跨年盛典 |          |
| 2024     | 6月24日  | 2024騰訊視頻鵝劇派對          |          |
| 2024     | 7月28日  | 忙忙碌碌尋寶藏                | 固定成員 |
| 2024     | 10月15日 | VOGUE盛典                     |          |
| 2024     | 11月12日 | 女子推理社第二季              | 固定成員 |
| 2025     | 1月18日  | 你好，星期六                  |          |
| 2025     | 1月19日  | 推市營業中，大奉打更人專場    |          |
| 2025     | 7月19日  | 你好，星期六                  |          |
| 2025     | 7月28日  | 毛雪汪                        |          |
| 2025     | 8月19日  | 姐姐妹妹抓娃娃                | 固定成員 |
| 2025     | 8月20日  | 一見你就笑                    |          |
| 2025     | 待播     | 女子推理社第三季              | 固定成員 |

## 音樂作品
| 年份 | 日期    | 音樂名稱       | 備註                     |
| 2024 | 7月26日 | 忙忙碌碌尋寶藏 | 《忙忙碌碌尋寶藏》主題曲 |

## 獲獎

### 影視類
| 年份 | 日期     | 名稱                       | 獎項             | 結果 | 備註   |
| 2023 | 1月14日  | 2022愛奇藝尖叫之夜         | 年度潛力女演員   | 獲獎 |        |
| 2023 | 3月25日  | 2022微博之夜               | 微博年度進取演員 | 獲獎 |        |
| 2023 | 11月25日 | 2023愛奇藝尖叫之夜戲劇單元 | 青春飛躍女演員   | 獲獎 |        |
| 2023 | 12月     | 2023騰訊視頻星光大賞       | 年度飛躍藝人     | 獲獎 |        |
| 2024 | 1月13日  | 2023微博之夜               | 微博年度突破演員 | 獲獎 |        |
| 2024 | 11月5日  | 2024微博視界大會           | 年度期待演員     | 獲獎 |        |
| 2024 | 12月7日  | 2024愛奇藝尖叫之夜         | 亞太年度進取演員 | 獲獎 | [ 13 ] |